# Machynlleth

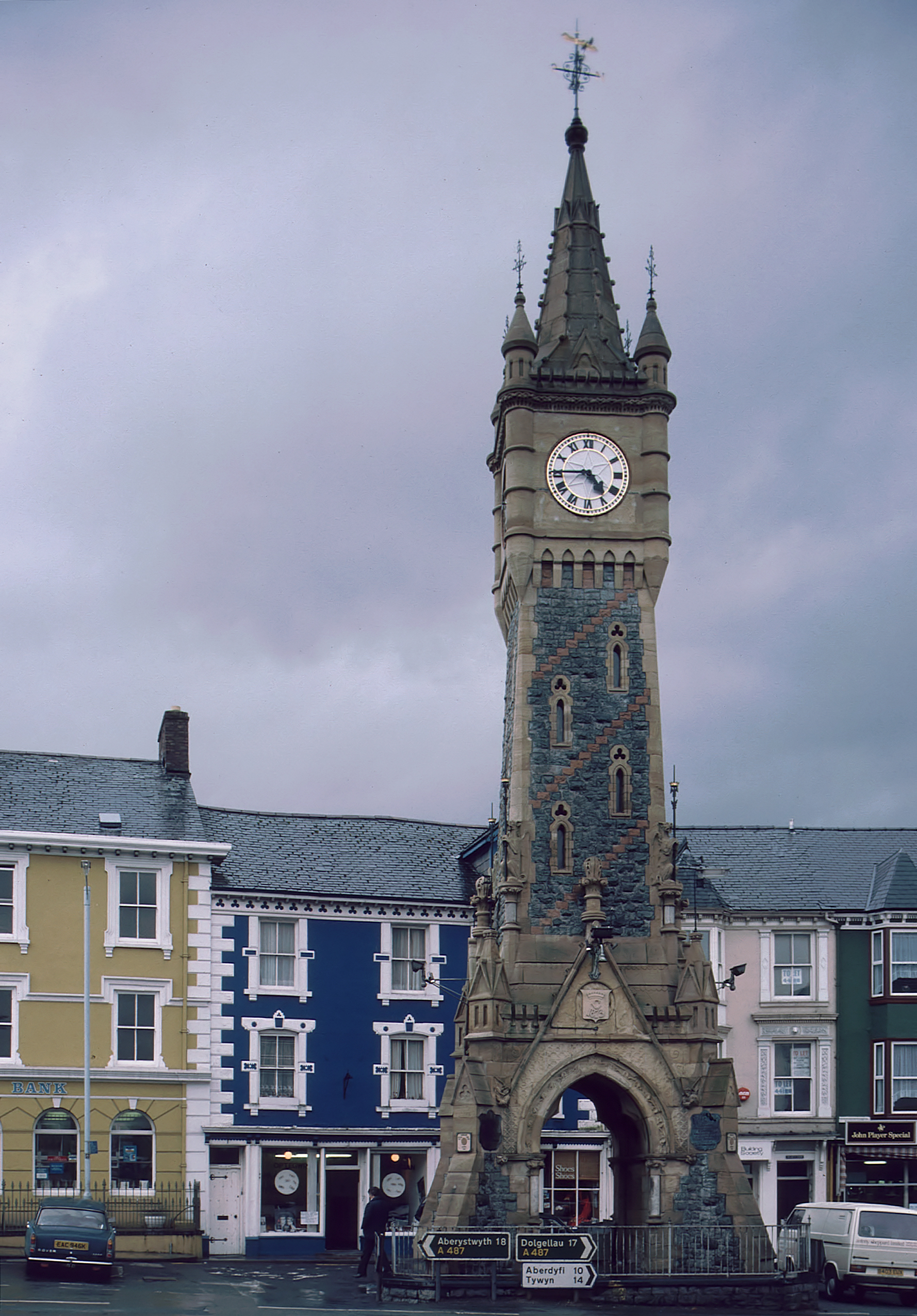
Uhrturm im Zentrum von Machynlleth

Machynlleth ([ˌmaχənˈɬɛθ] ) ist eine Kleinstadt im walisischen County Powys beziehungsweise im traditionellen County Montgomeryshire. Die Stadt ist ein Ferienort und Zentrum für die Schafzucht. Die Einheimischen nennen ihre Stadt auch einfach gerne Mach.
Machynlleth zählt etwas über 2.200 Einwohner und liegt im Tal des Dovey am Fuße einer Gruppe sanft geschwungener Hügel. Von hier aus ist sowohl die Region um den Cadair Idris, als auch das Plynlimon-Gebiet leicht zu erreichen. Während des Aufstandes von 1400 bis 1415 ließ sich Owain Glyndŵr im Jahre 1404 in Machynlleth zum Fürsten von Wales krönen und bestimmte die Stadt neben Dolgellau und Harlech zum Versammlungsort für das walisische Parlament in einem dann freien Wales. Davon leitet Machynlleth den Anspruch ab, die eigentliche historische Hauptstadt von Wales zu sein. Glyndŵrs Parlamentshaus, das Senedd-dŷ, wurde restauriert und erweitert und ist heute Teil einer Erinnerungsstätte und beherbergt einen Buchladen, der sich auf walisisch-sprachige Literatur spezialisiert.

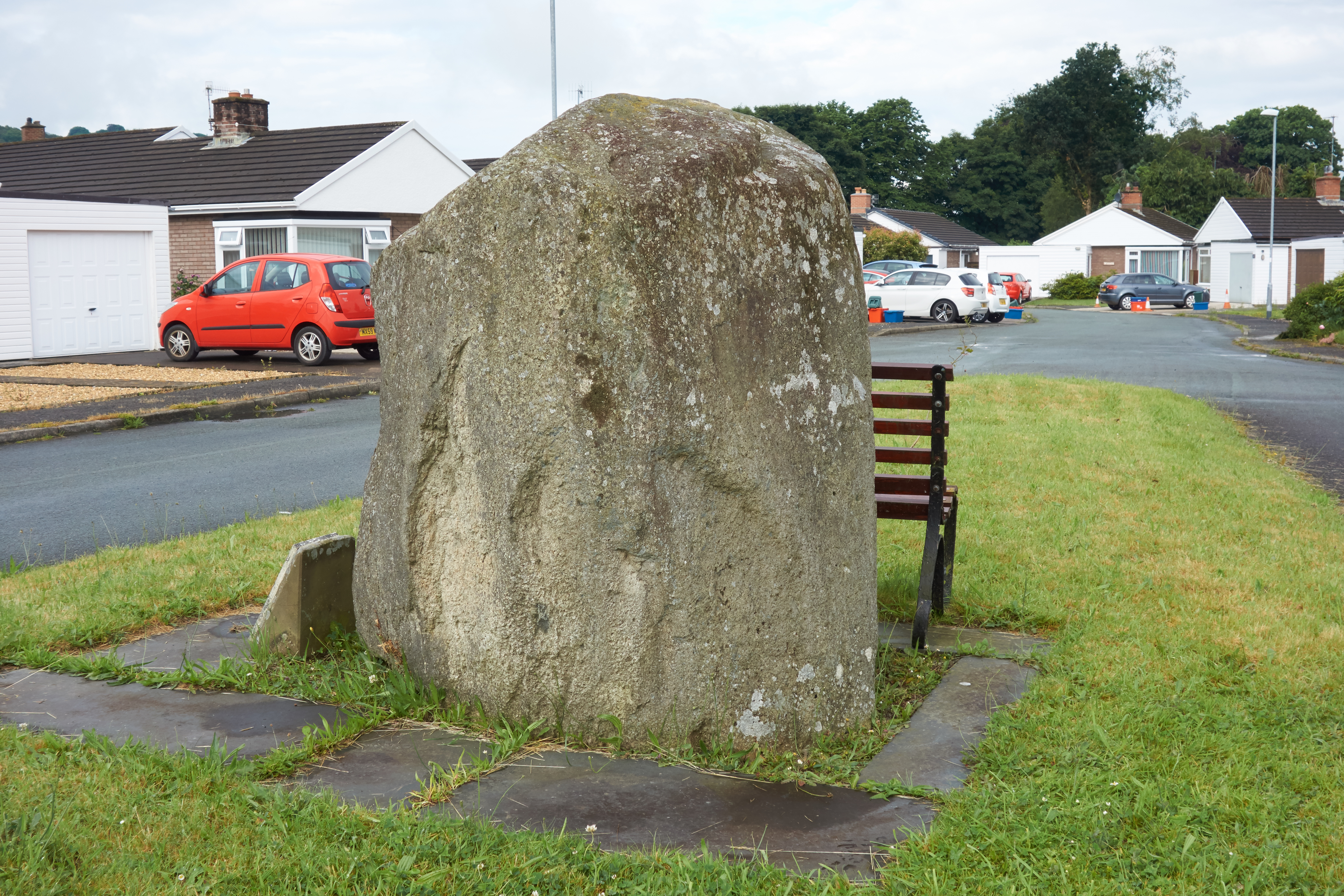
Im Ort der Menhir Maen Llwyd

Einen unübersehbaren Akzent im Stadtbild von Machynlleth setzt an der Kreuzung der beiden Hauptstraßen ein neugotischer Uhrturm aus viktorianischer Zeit. Er wurde im Jahr 1873 wie in so vielen walisischen und englischen Dörfern anstelle des traditionellen Marktkreuzes errichtet, in diesem Fall zu Ehren der Markgrafen von Londonderry. Die Familie hatte durch Mary Cornelia Vane-Tempest (1828–1906), das Landhaus Plas Machynlleth in dem Ort geerbt, das sich heute im Besitz der Stadt befindet. Zu ihren Ehren stiftete die Stadt eine Bronzeplastik, die heute im angrenzenden Park zu sehen ist.
Seit den 1970er Jahren entwickelte sich Machynlleth zu einem Anziehungspunkt für die Alternativszene, dort siedelte sich u. a. 1974 das Centre for Alternative Technology und mehrere Firmen, die sich der Nutzbarmachung erneuerbarer Energien widmen, an. Zum Centre for Alternative Technology gehören sowohl der Quarry Shop, ein kleiner Laden mit Ökoprodukten sowie das Quarry Cafe. Ein historisches Gebäude ist das Haus Llys Maldwyn, 1852 erbaut, welches das Wohnhaus des Fotografen Mark Robert Davey war. Bis 1892 war es eine Schule, danach wurde es ein kleines Stadtkrankenhaus. In den 1950ern diente das viktorianische Gwalia House als Laura Ashleys erster Laden.
1937 und 1981 fand das walisische Kulturfestival Eisteddfod im Ort statt. Rund zwei Kilometer nordwestlich befindet sich Bron-Yr-Aur, ein kleines Sommerhaus, in dem Robert Plant und Jimmy Page einige Lieder für das Album Led Zeppelin III schrieben.